# Перепелячье
Перепелячье (укр. Перепеляче) — село,
Павловский сельский совет,
Васильковский район,
Днепропетровская область,
Украина.
Код КОАТУУ — 1220787710. Население по переписи 2001 года составляло 9 человек.

## Географическое положение
Село Перепелячье находится
на левом правом берегу реки Верхняя Терса,
выше по течению на расстоянии в 2,5 км расположено село Новогригоровка (Новониколаевский район), ниже в 3 км расположено село Павловка. Рядом проходит автомобильная дорога Т-0408.